# Ogan Ilir
Ogan Ilir, ist ein indonesischer Regierungsbezirk (Kabupaten) in der indonesischen Provinz Sumatra Selatan. Ende 2023 leben knapp 440.00 Menschen hier. Der Verwaltungszentrum des Kabupaten Ogan Ilir ist Indralaya, etwas nördlich vom Zentrum des Bezirks gelegen.

## Geografie
Hinsichtlich seiner Territorialfläche belegt der Kabupaten Platz 11 von 17 Verwaltungseinheiten der 2. Ordnung (Kabupaten/Kota) in der Provinz (2,65 %) bzw. Platz 80 von 120 Kabupaten auf der Insel Sumatra.

### Lage
Der Regierungsbezirk Ogan Ilir liegt nahezu im Zentrum der Provinz Sumatra Selatan im Binnenland. Im Südwesten und im Nordwesten grenzt der (zweigeteilte) Kabupaten Muara Enim an Ogan Ilir, im Norden grenzt die Provinzhauptstadt Palembang, im Osten Ogan Komering Ilir, im Südosten Ogan Komering Ulu Timur sowie im Süden Ogan Komering Ulu.

Astronomisch erstreckt er sich zwischen 3° 02′ und 3° 48′ s. Br. sowie zwischen 104° 20′ und 104° 48′ ö. L.

## Verwaltungsgliederung
Administrativ unterteilt sich Ogan Ilir seit 2005 in 13 Distrikte (Kecamatan) mit 241 Dörfern, von ihnen haben 14 als Kelurahan städtischem Charakter. 2020 wurden 104.810 Haushalte gezählt mit durchschnittlich 4,14 Personen pro Haushalt.
| Code 1   | Kecamatan Distrikt  | Ibu Kota Verwaltungssitz | Fläche (km²) | Einw. Zensus 2010 2 | Volkszählung 2020 | Volkszählung 2020 | Volkszählung 2020 | Anzahl der Dörfer 6 |
| Code 1   | Kecamatan Distrikt  | Ibu Kota Verwaltungssitz | Fläche (km²) | Einw. Zensus 2010 2 | Einw. 3           | 0Dichte 40        | Sex Ratio 5       | Anzahl der Dörfer 6 |
| -------- | ------------------- | ------------------------ | ------------ | ------------------- | ----------------- | ----------------- | ----------------- | ------------------- |
| 16.10.01 | Muara Kuang         | Muara Kuang              | 300,75       | 17.430              | 19.759            | 65,7              | 106,30            | 13 / 1              |
| 16.10.02 | Tanjung Batu        | Tanjung Batu Timur       | 263,75       | 42.158              | 46.931            | 177,9             | 100,70            | 19 / 2              |
| 16.10.03 | Tanjung Raya        | Tanjung Raja Utara       | 70,41        | 40.873              | 43.612            | 619,4             | 101,38            | 15 / 4              |
| 16.10.04 | Indralaya           | Indralaya Mulya          | 101,22       | 37.553              | 40.634            | 401,4             | 99,20             | 17 / 3              |
| 16.10.05 | Pemulutan           | Pemulutan Ulu            | 122,92       | 40.708              | 46.128            | 375,3             | 102,71            | 25 / –              |
| 16.10.06 | Rantau Alai         | Rantai Alai              | 62,16        | 10.713              | 10.801            | 173,8             | 105,26            | 13 / –              |
| 16.10.07 | Indralaya Utara     | Tanjung Pering           | 472,33       | 34.421              | 38.027            | 80,5              | 103,90            | 15 / 1              |
| 16.10.08 | Indralaya Selatan   | Meranjat III             | 100,26       | 20.306              | 22.086            | 220,3             | 98,28             | 14 / –              |
| 16.10.09 | Pemulutan Selatan00 | Sungai Lebung            | 61,49        | 16.426              | 16.710            | 271,8             | 101,76            | 15 / –              |
| 16.10.10 | Pemulutan Barat     | Talang Pangeran Ulu00    | 60,00        | 12.428              | 13.799            | 230,0             | 100,83            | 11 / –              |
| 16.10.11 | Rantau Panjang      | Rantau Panjang Ulu       | 40,85        | 16.481              | 17.029            | 416,9             | 104,04            | 12 / –              |
| 16.10.12 | Sungai Pinang       | Sungai Pinang            | 42,62        | 23.122              | 25.896            | 607,6             | 109,02            | 12 / 1              |
| 16.10.13 | Kandis              | Kandis II                | 50,25        | 10.293              | 10.635            | 211,6             | 107,39            | 12 / –              |
| 16.10.14 | Rambang Kuang       | Tambang Rambang          | 528,82       | 19.780              | 20.838            | 39,4              | 104,78            | 13 / –              |
| 16.10.15 | Lubuk Keliat        | Betung II                | 207,67       | 16.484              | 17.755            | 85,5              | 106,09            | 10 / –              |
| 16.10.16 | Payaraman           | Payaraman Timur          | 180,57       | 21.728              | 25.909            | 143,5             | 102,57            | 11 / 2              |
| 16.10    | Kab. Ogan Ilir      | Indralaya                | 2.667,07     | 380.904             | 416.549           | 156,2             | 102,78            | 227 / 14            |

## Demografie
Hinsichtlich seiner Bevölkerung wird (mit 4,94 % der Provinz) Platz 8 von den 17 Verwaltungseinheiten der 2. Ordnung (Kabupaten/Kota) belegt. Bezogen auf alle 120 Kabupaten auf der Insel Sumatra bedeutet dies Rang 39. Mit der Bevölkerungsdichte von 190,8 Einw. je km² wird fast der doppelte Provinzwert (102,5) erreicht.
Der Frauenanteil hat sich zwischen den beiden Volkszählungen 2010 und 2020 sowie zum Jahresende nur unwesentlich verändert und auf Werte knapp unter 50 Prozent eingepegelt.
| Jahr  | Gesamt- bevölkerung | Männer   | %      | Frauen   | %      |
| ----- | ------------------- | -------- | ------ | -------- | ------ |
| 02010 | 00380.904           | 0190.605 | 050,04 | 0190.299 | 049,96 |
| 02020 | 00416.549           | 0211.127 | 050,68 | 0205.422 | 049,32 |
| 02023 | 00439.469           | 0222.549 | 050,64 | 0216.920 | 049,36 |

### Religion
Der Islam war und ist die vorherrschende Religion. Im Jahr 2020 bekannten sich 99,70 Prozent der Bevölkerung hierzu. Christen waren mit 931 Gläubigen (0,22 %) vertreten, davon waren 796 Protestanten und 135 Katholiken. Die meisten (439) lebten im Kecamatan Indralaya Utara. An religiösen Gebäuden gab es 417 Moscheen und 102 kleiner Gebetsräume (Mushola), 11 Kirchen (10/1) sowie zwei Klöster (für die 315 Buddhisten).

### Soziale Daten 2020
| Merkmal                                                            | Ogan Ilir | 0Prov. Sumatra Selatan0 |
| ------------------------------------------------------------------ | --------- | ----------------------- |
| Bevölkerung unterhalb der Armutsgrenze (Tsd.)0                     | 057,97    | 302,58                  |
| Anteil der „armen Bevölkerung“ (indonesisch Penduduk miskin) (%)00 | 013,36    | 15,03                   |
| Arbeitslosenrate (%)                                               | 006,01    | 04,91                   |
| Lebenserwartung bei der Geburt (Jahre)                             | 065,48    | 69,35                   |
| HDI-Index                                                          | 067,06    | 71,40                   |
| Analphabetenrate (in %, 15+ J.)                                    | 000,61    | 01,99                   |

## Geschichte
Der Kabupaten Ogan Ilir entstand Ende 2003 durch das Regierungsgesetz Nr. 37. Hierbei gab der „Mutterbezirk“ Ogan Komering Ilir (damals und heute der flächenmäßig größte der Provinz) den Westteil seines Territoriums an den neuen Bezirk Ogan Ilir ab. Dies betraf etwa 12 Prozent seines Territoriums (2.666,09 von 21.691,58 km²) bzw. ein Drittel seiner Bevölkerung. Durch Teilung und Reorganisation entstanden aus den sechs „Gründungsdistrikten“ mittlerweile zehn neue Distrikte, die letzten im Jahr 2005 (Regionalanweisung PERDA Nr. 22/2005).

### Aktuelle Daten der Bevölkerungsfortschreibung
Nachfolgende Tabelle gibt den Einwohnerstand nach Geschlecht vom Jahresende 2022 und 2023 wieder. Er resultiert aus den Ergebnissen der Fortschreibung durch die örtlichen Zivilregistrierungsbüros (Disdukcapil, indonesisch Dinas Kependudukan dan Pencatatan Sipil) und kann in einer interaktiven Karte abgerufen werden
| Kecamatan           | 31.12.2022 | 31.12.2022 | 31.12.2022 | Fläche km² | 31.12.2023 | 31.12.2023 | 31.12.2023 | 31.12.2023         | 31.12.2023          |
| Kecamatan           | 0Insg.     | männl.     | weibl.     | Fläche km² | 0Insg.     | männl.     | weibl.     | Dichte [Einw./km²] | Sex Ratio [M*100/F] |
| ------------------- | ---------- | ---------- | ---------- | ---------- | ---------- | ---------- | ---------- | ------------------ | ------------------- |
| Muara Kuang         | 20.383     | 10.468     | 9.915      | 290,16     | 20.837     | 10.716     | 10.121     | 71,8               | 105,88              |
| Tanjung Batu        | 48.380     | 24.280     | 24.100     | 276,07     | 49.328     | 24.755     | 24.573     | 178,7              | 100,74              |
| Tanjung Raja        | 45.338     | 22.752     | 22.586     | 72,36      | 45.715     | 22.973     | 22.742     | 631,8              | 101,02              |
| Indralaya           | 42.542     | 21.279     | 21.263     | 83,38      | 43.261     | 21.622     | 21.639     | 518,8              | 99,92               |
| Pemulutan           | 47.529     | 24.064     | 23.465     | 116,98     | 49.250     | 24.900     | 24.350     | 421,0              | 102,26              |
| Rantau Alai         | 11.480     | 5.867      | 5.613      | 77,06      | 11.676     | 5.950      | 5.726      | 151,5              | 103,91              |
| Indralaya Utara     | 39.515     | 20.079     | 19.436     | 343,35     | 40.651     | 20.615     | 20.036     | 118,4              | 102,89              |
| Indralaya Selatan   | 22.835     | 11.393     | 11.442     | 39,02      | 23.110     | 11.532     | 11.578     | 592,3              | 99,60               |
| Pemulutan Selatan00 | 17.587     | 8.916      | 8.671      | 56,58      | 17.865     | 9.049      | 8.816      | 315,7              | 102,64              |
| Pemulutan Barat     | 14.201     | 7.149      | 7.052      | 64,06      | 14.470     | 7.284      | 7.186      | 225,9              | 101,36              |
| Rantau Panjang      | 17.746     | 9.009      | 8.737      | 49,51      | 17.896     | 9.066      | 8.830      | 361,5              | 102,67              |
| Sungai Pinang       | 26.962     | 14.016     | 12.946     | 30,36      | 27.365     | 14.239     | 13.126     | 901,4              | 108,48              |
| Kandis              | 11.055     | 5.747      | 5.308      | 28,48      | 11.259     | 5.856      | 5.403      | 395,3              | 108,38              |
| Rambang Kuang       | 20.869     | 10.682     | 10.187     | 496,59     | 21.135     | 10.824     | 10.311     | 42,6               | 104,98              |
| Lubuk Keliat        | 18.303     | 9.412      | 8.891      | 185,74     | 18.450     | 9.448      | 9.002      | 99,3               | 104,95              |
| Payaraman           | 26.833     | 13.539     | 13.294     | 182,98     | 27.201     | 13.720     | 13.481     | 148,7              | 101,77              |
| Ka. Ogan Ilir       | 431.558    | 218.652    | 212.906    | 2.392,68 1 | 439.469    | 222.549    | 216.920    | 183,7              | 102,59              |

## Verzeichnis der Kelurahan
Die nachfolgende Liste gibt den Einwohnerstand zum Jahresende 2022 (Semester II/2022) und genau ein Jahr später für alle Kelurahan im Bezirk Ogan Ilir wieder. Innerhalb eines Jahres stieg die Einwohnerzahl der 14 Kelurahan um 784 Einwohner.
Neben der Fläche und den Einwohnerzahlen sind auch deren Zugehörigkeiten zu den fünf Kecamatan aufgeführt, ebenso die errechneten Ergebnisse der Bevölkerungsdichte (in Einw. je km²) sowie des Geschlechterverhältnisses (Sex Ratio). Als erste Spalte ist der Strukturcode des indonesischen Innenministeriums angegeben. Er gibt gleichfalls Aufschluss über die Zugehörigkeit der Dörfer zu den übergeordneten Verwaltungsebenen: Die ersten drei Zahlenpärchen werden durch Punkte getrennt und geben die Provinz, den Regierungsbezirk (Kabupaten) und den Distrikt (Kecamatan) an. Als letztes folgt nach einem weiteren Trennungspunkt der vierstellige „Dorfcode“ – wobei städtisch geprägte Kelurahan immer mit 1 und „normale“ (ländliche) Desa mit einer 2 beginnen. Die Statistikseiten von BPS (Badan Pusat Statistik) verwenden eine andere Nomenklatur, auf die hier nicht näher eingegangen werden soll, da sie nur bei den Volkszählungen Anwendung findet.
Wie bei vorstehender Tabelle entstammen alle Daten der Fortschreibung durch die örtlichen Zivilregistrierungsbüros (Disdukcapil).
| Struktur- code | Kecamatan         | Kelurahan            | Bevölkerung am Jahresende 2022 | Bevölkerung am Jahresende 2022 | Bevölkerung am Jahresende 2022 | Bevölkerung am Jahresende 2022 | Bevölkerung am Jahresende 2023 | Bevölkerung am Jahresende 2023 | Bevölkerung am Jahresende 2023 | Bevölkerung am Jahresende 2023 | Bevölkerung am Jahresende 2023 |
| Struktur- code | Kecamatan         | Kelurahan            | Fläche (km²)                   | Gesamt                         | männlich                       | weiblich                       | Gesamt                         | männlich                       | weiblich                       | Dichte                         | Sex Ratio                      |
| -------------- | ----------------- | -------------------- | ------------------------------ | ------------------------------ | ------------------------------ | ------------------------------ | ------------------------------ | ------------------------------ | ------------------------------ | ------------------------------ | ------------------------------ |
| 16.10.01.1011  | Muara Kuang       | Muara Kuang          |                                | 1.679                          | 848                            | 831                            | 1.719                          | 873                            | 846                            |                                | 103,19                         |
| 16.10.02.1017  | Tanjung Batu      | Tanjung Batu         | 4,43                           | 3.704                          | 1.877                          | 1.827                          | 3.790                          | 1.931                          | 1.859                          | 855,5                          | 103,87                         |
| 16.10.02.1037  | Tanjung Batu      | Tanjung Batu Timur00 | 1,65                           | 3.937                          | 2.037                          | 1.900                          | 4.048                          | 2.082                          | 1.966                          | 2.453,3                        | 105,90                         |
| 16.10.03.1001  | Tanjung Raja      | Tanjung Raja         | 1,87                           | 5.294                          | 2.669                          | 2.625                          | 5.297                          | 2.687                          | 2.610                          | 2.832,6                        | 102,95                         |
| 16.10.03.1027  | Tanjung Raja      | Tanjung Raja Barat   | 1,34                           | 3.909                          | 1.947                          | 1.962                          | 3.928                          | 1.967                          | 1.961                          | 2.931,3                        | 100,31                         |
| 16.10.03.1028  | Tanjung Raja      | Tanjung Raja Utara   | 0,26                           | 2.770                          | 1.364                          | 1.406                          | 2.759                          | 1.368                          | 1.391                          | 10.611,5                       | 98,35                          |
| 16.10.03.1035  | Tanjung Raja      | Tanjung Raja Timur   | 1,88                           | 3.278                          | 1.650                          | 1.628                          | 3.332                          | 1.677                          | 1.655                          | 1.772,3                        | 101,33                         |
| 16.10.04.1030  | Indralaya         | Indralaya Raya       | 1,60                           | 5.651                          | 2.784                          | 2.867                          | 5.758                          | 2.825                          | 2.933                          | 3.598,8                        | 96,32                          |
| 16.10.04.1031  | Indralaya         | Indralaya Indah      | 5,54                           | 3.271                          | 1.625                          | 1.646                          | 3.328                          | 1.663                          | 1.665                          | 600,7                          | 99,88                          |
| 16.10.04.1032  | Indralaya         | Indralaya Mulia      | 3,05                           | 5.773                          | 2.861                          | 2.912                          | 5.752                          | 2.856                          | 2.896                          | 1.885,9                        | 98,62                          |
| 16.10.07.1016  | Indralaya Utara00 | Timbangan            | 9,53                           | 8.328                          | 4.208                          | 4.120                          | 8.630                          | 4.364                          | 4.266                          | 905,6                          | 102,30                         |
| 16.10.12.1007  | Sungai Pinang     | Sungai Pinang        | 0,93                           | 2.523                          | 1.296                          | 1.227                          | 2.551                          | 1.318                          | 1.233                          | 2.743,0                        | 106,89                         |
| 16.10.16.1012  | Payaraman         | Payaraman Barat      | 19,56                          | 2.397                          | 1.184                          | 1.213                          | 2.409                          | 1.189                          | 1.220                          | 123,2                          | 97,46                          |
| 16.10.16.1013  | Payaraman         | Payaraman Timur      | 9,79                           | 2.373                          | 1.203                          | 1.170                          | 2.370                          | 1.202                          | 1.168                          | 242,1                          | 102,91                         |